# CS Alagoano
Centro Sportivo Alagoano, kurz CSA oder einfach Alagoano außerhalb Brasiliens, ist ein brasilianischer Fußballverein aus Maceió, der Hauptstadt Alagoas. CS Alagoano wurde am 7. September 1913 in Maceió als Centro Sportivo Sete de Setembro gegründet. CSA ist der größte Verein des Bundesstaates und hat die mit Abstand größte Fan-Basis.

## Geschichte
1928 gewann der Verein mit der Staatsmeisterschaft Alagoas ihren ersten Titel.
1976 war Fernando Collor de Mello, der spätere Präsident Brasiliens, Präsident von CS Alagoano. 1980 stieg die Mannschaft erstmals in die Série B, der zweithöchsten Spielklasse Brasiliens, auf. Nach nur zwei Saisons stieg das Team wieder ab. Es erfolgte der sofortige Wiederaufstieg. Letztmals stieg der Verein 1983 in die Série B auf. 1999 stand man überraschend im Endspiel um den Copa Conmebol, das man mit 4:2 und 0:3 gegen CA Talleres verlor. Ab den 2000er Jahren ging es für die Mannschaft bergab. Auch Lokalrivale Clube de Regatas Brasil konnte sich nicht dauerhaft in höheren Klassen halten. Zur Saison 2020 spielt der CSA in der Série B. Nach Abschluss der Série B 2022 belegte der Klub den 17. Platz und musste zur Saison 2023 in die Série C absteigen.
In der höchsten brasilianischen Spielklasse, der Série A spielte der CS Alagoano in den Spielzeiten 1974–77, 79, 81–83, 85, 86 und 2019. Seine besten Platzierungen waren zweimal ein 13. Platz (1981, 1985).

## Stadien
Bisher spielte CS Alagoano in zwei verschiedenen Stadien: Zum einen dem Mutange mit einer Kapazität von 4.000 Zuschauern und in besseren Zeiten im Rei Pelé, das 30.000 Zuschauer fasst.

## Erfolge
- Staatsmeister von Alagoano (40×): 1928, 1929, 1933, 1935, 1936, 1941, 1942, 1944, 1949, 1952, 1955, 1956, 1957, 1958, 1960, 1963, 1965, 1965, 1966, 1967, 1971, 1974, 1975, 1980, 1981, 1982, 1984, 1985, 1988, 1990, 1991, 1994, 1996, 1997, 1998, 1999, 2008, 2018, 2019, 2021
- Copa CONMEBOL Finalist: 1999
- Staatspokal von Alagoas: 2006, 2024
- Série C 2017
- Série B Aufstiege (3): 1980, 1982, 1983
- Série C Aufstiege (1): 2017

## Trivia
Erzrivale ist der lokale Verein Clube de Regatas Brasil.
Der brasilianische Musiker Djavan spielte in seiner Jugendzeit beim CSA Fußball.